# Neves Paulista (kommun)
Neves Paulista är en kommun i Brasilien.   Den ligger i delstaten São Paulo, i den södra delen av landet, 600 km söder om huvudstaden Brasília. Antalet invånare är 8 777.
Följande samhällen finns i Neves Paulista:
- Neves Paulista

Omgivningarna runt Neves Paulista är en mosaik av jordbruksmark och naturlig växtlighet. Runt Neves Paulista är det ganska glesbefolkat, med 28 invånare per kvadratkilometer.